# Кинотеатры Алма-Аты
Кинотеатры в Алма-Ате, в то время в городе Верном, появились ещё в начале XX века. По состоянию на 2022 год в Алма-Ате находится 21 как самостоятельных кинотеатров, так и в составе торгово-развлекательных комплексов.

## История
Первый сеанс синематографа в городе Верном (ныне Алма-Ата) состоялся в 22 июня 1910 года в кинотеатре «Марс» расположенном на проспекте Колпаковского. В тот же период в городе был создан аттракцион — электропанорама, в которой демонстрировались кадры поедания питоном буйвола, а также пикантные сцены, на которые вход был запрещён для юношей моложе 16 лет и дам.
В январе 1911 года было открыто здание первого частного кинотеатра «Двадцатый век» на перекрестке улиц Пушкинской и Гоголевской, принадлежавшее предпринимателю А. Р. Сейфуллину. Это было первое здание, построенное после сильнейшего землетрясения 1910 года. Постоянные демонстрации фильмов начались с осени того же года. Для демонстрации фильмов кинотеатр оборудовали первой в истории города электростанцией производства английской фирмы «Петтер» в 14 лошадиных сил. Интерьер кинотеатра был выполнен художником Н. Г. Прусиновским, а в фойе был установлен музыкальный автомат «Симфониум» для проигрывания мелодий. Здание кинотеатра сгорело в феврале 1918 года.
В 1912 году в городе было 3 частных кинотеатра, которые в годы гражданской войны были закрыты. После Октябрьской революции кинотеатры использовались для проведения митингов, собраний и лекций.

### Советский период

Кинотеатр «Сары-Арка»

В 1927 году в Алма-Ате насчитывалось три кинотеатра, также в ряде коммунальных учреждений были размещены киноустановки. Один из кинотеатров, получивший название «Красная звезда», открыл свои двери в бывшем здании офицерского собрания. Также в начале 30-х годов был открыт кинотеатр «Ударник», который был размещён в здании бывшего Софийского собора в Большой станице.
Начиная с 30-х годов в парковых зонах города стали появляться летние киноплощадки, которые позднее были преобразованы в полноценные кинотеатры. Так, кинотеатр «Родина» впервые открылся в парке культуры и отдыха Горького в 1937 году. В 1957 году из сезонной площадки он был перестроен в широкоэкранный кинотеатр с залом на 712 зрительных мест. В другом парке города — парке «Федерации советских республик» — был открыт кинотеатр «Прогресс», позднее переименованный в «Алма-Ату».
Город дважды принимал у себя главный кинофестиваль СССР — Всесоюзный кинофестиваль. VI кинофестиваль состоялся в 1973 году, а в 1986 году прошёл XIX Всесоюзный кинофестиваль.
В 1955—1980 годы в городе Алматы был построено 21 кинотеатр, в том числе для показа широкоформатных фильмов: «Казахстан», «Алатау», «Арман», «Целинный», «Сары-Арка», «Искра», «Байконур», «Шугла», «Авангард».
Все кинотеатры подразделялись на первый, второй и третий экран. К кинотеатрам первого экрана, в которых проходили премьеры новых фильмов, относились «Алатау», «Целинный» и «Арман», «Сары-Арка», «Байконур». Кинотеатрами второго экрана были «Казахстан», «Искра», «Октябрь», «Спутник». Третий экран — это «Жалын», «Юность», «Авангард». В кинотеатры третьего экрана плёнка фильмов приходила уже в плачевном состоянии, со склейками и порезами. То есть от экранности кинотеатра зависело качество показа фильма. Кинотеатры в городе были однозальными, двумя залами обладали киноцентры «Казахстан», «Арман» и «Искра».

### Современный период

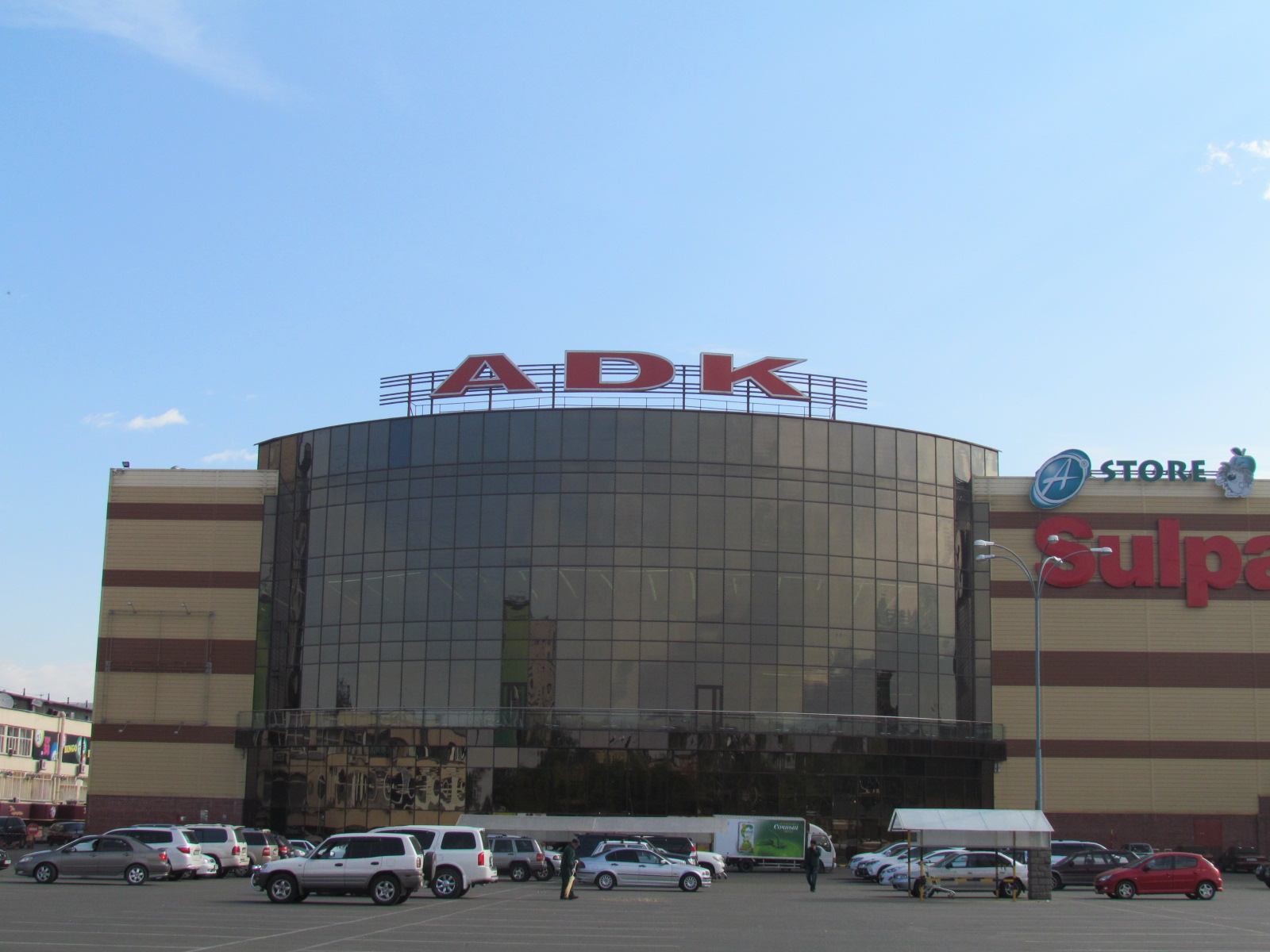
Торгово-развлекательный комплекс ADK, в котором расположен кинотеатр Chaplin ADK

После приватизации, новые частные владельцы стали использовать их не по назначению, многие алматинские кинотеатры в 1990-е годы пришли в упадок и были закрыты. В 1999 году крупные частные неработающие кинотеатры, такие как «Алатау», «Целинный», «Искра», «Байконур» и «Сары-Арка» были выкуплены частной компанией «Otau cinema». Постепенно после капитальной реконструкции они были открыты для посетителей. Также стали открываться и новые заведения. Первым открытым новым кинотеатром стал «Nomad» в здании торгового центра «Рамстор» (в 1999 году), а затем «Цезарь» и «Promenade» в 2003 году. Во второй половине 2000-х годов многозальные кинозалы стали открываться при торгово-развлекательных центрах MEGA Alma-Ata, Prime Plaza, Aport.
В 2005 году у компании «Otau cinema» сменились собственники. Новые владельцы не слишком беспокоились о состоянии кинотеатров, не уделяли никакого внимания менеджменту и маркетингу своего кинобизнеса. В 2011 году владельцы компании объявили о продаже кинотеатров. Кинотеатр «Сары-Арка» был продан, а другие крупные стационарные кинотеатры «Алатау», «Целинный», «Искра» и «Байконур» компания-собственник заложила здания под залог, в результате заём не был возвращен банку. В 2014 году кинотеатры прекратили деятельность, залогодатель выставил их на продажу. Новый владелец, выкупивший у банка кинотеатры «Алатау» и «Байконур» построил на их месте рестораны McDonalds.
Отмечалось, что по состоянию на 2016 год самые дорогие билеты среди крупных городов Казахстана были в кинотеатрах Алма-Аты, где средняя стоимость посещения кинотеатра составила 1993 тенге на одного человека, показав рост за год на 25,3.